# Parlement van Wales

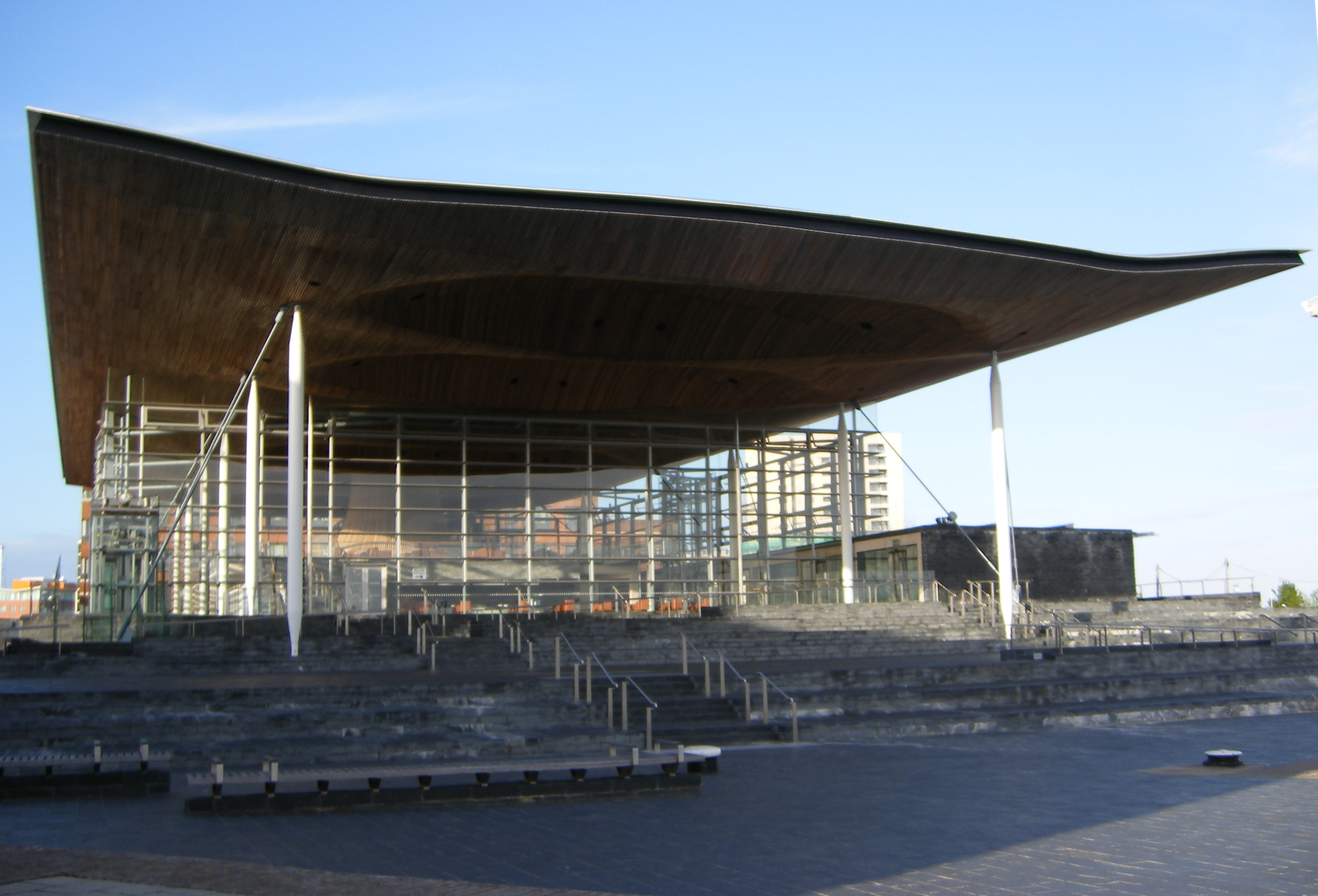
National Assembly

Het Parlement van Wales of Welsh Parliament/Senedd Cymru (tussen 1999 en 2020 De Nationale Vergadering van Wales (Welsh: Cynulliad Cenedlaethol Cymru; Engels: National Assembly for Wales of kortweg Welsh Assembly)) is het wetgevende lichaam van Wales dat opgericht werd als gevolg van een decentralisatiepolitiek (of de zogenaamde devolution) in het Verenigd Koninkrijk.
Het parlement bestaat uit 60 leden (Engels: Assembly Members (AMs); Welsh:Aelod Seneddol) die samenkomen in het gebouw van de Senedd in Cardiff. Ze worden verkozen voor een termijn van vier jaar volgens het mixed member proportional system. Veertig leden vertegenwoordigen geografische kieskringen volgens het meerderheidsstelsel en twintig leden vertegenwoordigen vijf kiesregio's volgens de methode-D'Hondt van de evenredige vertegenwoordiging.
De instelling werd opgericht naar aanleiding van de Government of Wales Act (1998) nadat een referendum was uitgevoerd in 1997. De meeste bevoegdheden die zich voorheen bij de overheid van het Verenigd Koninkrijk bevonden (zoals van de Welsh Office en de Secretary of State for Wales), werden overgeheveld naar de Assembly. Op het moment dat het voor het eerst opgericht werd, had deze instelling nog niet de bevoegdheid om primaire wetgeving uit te vaardigen. Na de goedkeuring van de Government of Wales Act (2006) heeft de vergadering hoe dan ook wetgevende bevoegdheden gekregen op sommige domeinen door zogenaamde Assembly Measures uit te vaardigen. Deze wetten zijn niettemin nog onderworpen aan een veto van de Staatssecretaris voor Wales of van het parlement van het Verenigd Koninkrijk
In het parlement van Wales wordt simultaan getolkt uit het Welsh in het Engels. 

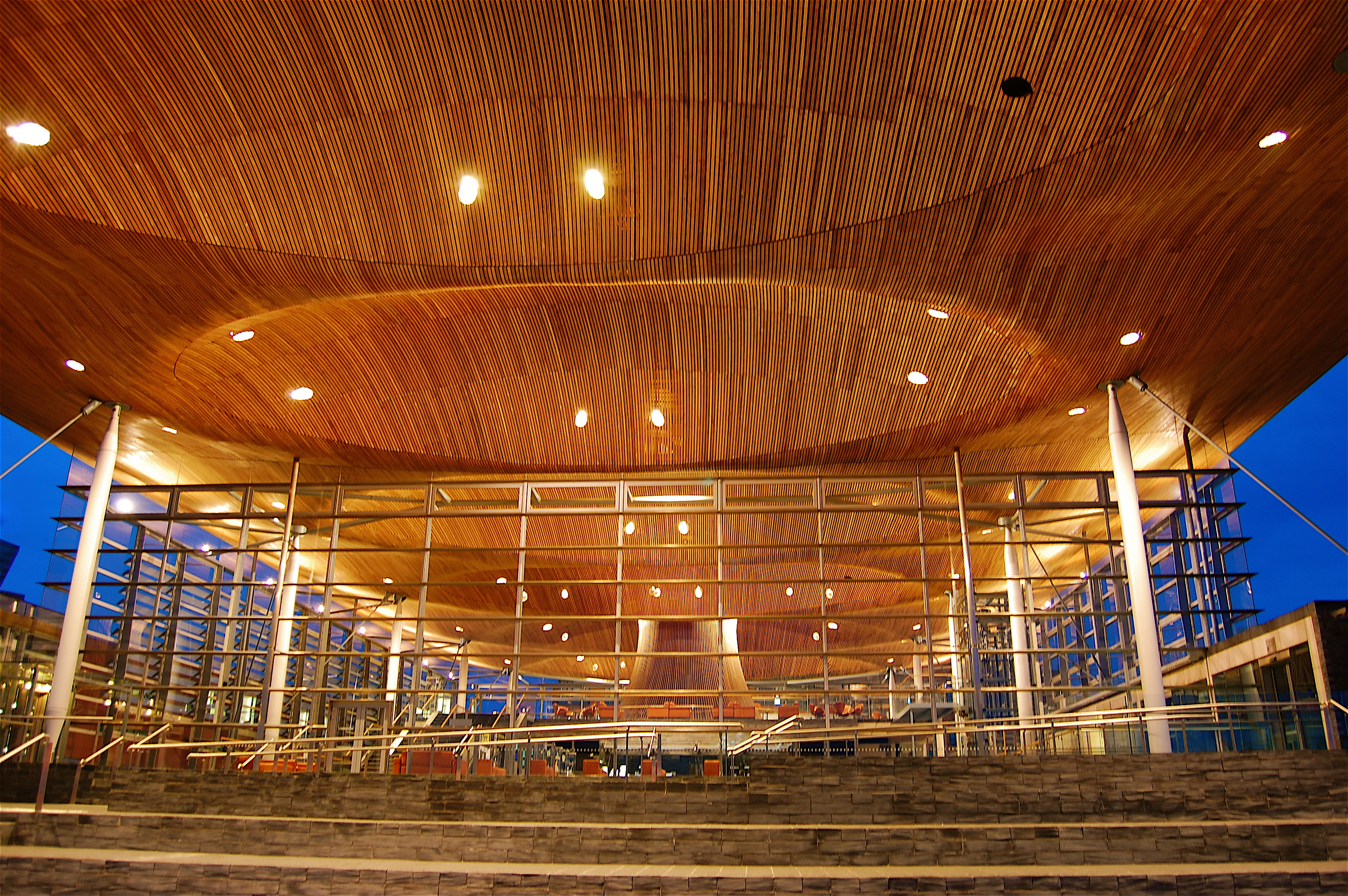
De Senedd (Senaat) is het gebouw waar de Nationale Vergadering plaatsvindt

## Samenstelling
Sinds de instelling zijn er zesmaal verkiezingen gehouden. De evolutie in de zetelverdeling ziet er als volgt uit. In de tabel zijn alleen de partijen opgenomen die ooit vertegenwoordigd zijn in de Nationale Vergadering. De partijen die deel uitmaakten van de Welshe regering zijn aangeduid, evenals (d.m.v. onderstreping) de partijen die een first minister of deputy first minister mochten leveren.
| Partij           | Partij                   | 06-05-1999 | 06-05-1999 | 01-05-2003 | 01-05-2003 | 07-03-2007 | 07-03-2007 | 05-05-2011 | 05-05-2011 | 05-05-2016 | 05-05-2016 | 06-05-2021 | 06-05-2021 |
| ---------------- | ------------------------ | ---------- | ---------- | ---------- | ---------- | ---------- | ---------- | ---------- | ---------- | ---------- | ---------- | ---------- | ---------- |
|                  | Plaid Cymru              | 30,5       | 17         | 19,7       | 12         | 21,0       | 15         | 17,9       | 11         | 20,8       | 12         |            | 13         |
|                  | Welsh Labour             | 35,4       | 28         | 36,6       | 30         | 29,6       | 26         | 36,9       | 30         | 31,5       | 29         |            | 30         |
|                  | Welsh Liberal Democrats  | 12,5       | 6          | 12,5       | 6          | 11,7       | 6          | 8,0        | 5          | 6,5        | 1          |            | 1          |
|                  | Welsh Conservative Party | 16,5       | 9          | 19,2       | 11         | 21,4       | 12         | 22,5       | 14         | 18,8       | 11         |            | 16         |
|                  | UK Independence Party    | -          |            | -          |            | -          |            | -          |            | 13,0       | 7          |            | -          |
|                  | onafhankelijk            |            | -          | 1,0        | 1          | 1,0        | 1          |            | -          |            | -          |            | -          |
| Stemmen / Zetels | Stemmen / Zetels         | %          | 60         | %          | 60         | %          | 60         | %          | 60         | %          | 60         | %          | 60         |